# Fiona May
Pour les articles homonymes, voir May.
Fiona May (née le 12 décembre 1969 à Slough, au Royaume-Uni) est une ancienne athlète italienne pratiquant le saut en longueur.

## Biographie
Cette athlète, d'origine jamaicaine, a d'abord concouru sous les couleurs du Royaume-Uni, son pays de naissance. Elle a ainsi participé à ses premiers Jeux olympiques. Puis en 1994, date à laquelle elle est devenue italienne à la suite de son mariage avec un perchiste Gianni Iapichino, elle obtient sa première médaille en grand championnat avec une médaille de bronze lors des championnats d'Europe 1994 à Helsinki. 
L'année suivante, elle remporte son premier titre mondial lors des mondiaux d'athlétisme 1995 à Göteborg. Les années suivantes, elle continue sa récolte de médailles, terminant toujours sur le podium des grands compétitions telles que les Jeux olympiques, mondiaux d'athlétisme ou Championnats d'Europe. En 2001, elle obtient un deuxième titre mondial lors des Championnats du monde d'athlétisme 2001 à Edmonton.
Elle a également participé à des compétitions de triple saut, avec en particulier une victoire en Coupe d'Europe 1998 et une 3e place de la Coupe d'Europe 1999.
C’est la mère de Larissa Iapichino.

## Palmarès
| Date                        | Compétition                    | Lieu                        | Résultat                    | Épreuve                     | Marque                      |
| Représentant le Royaume-Uni | Représentant le Royaume-Uni    | Représentant le Royaume-Uni | Représentant le Royaume-Uni | Représentant le Royaume-Uni | Représentant le Royaume-Uni |
| --------------------------- | ------------------------------ | --------------------------- | --------------------------- | --------------------------- | --------------------------- |
| 1986                        | Championnats du monde juniors  | Athènes                     | 8e                          | Longueur                    | 6,11 m                      |
| 1987                        | Championnats d'Europe juniors  | Birmingham                  | 1re                         | Longueur                    | 6,64 m                      |
| 1988                        | Championnats du monde juniors  | Sudbury                     | 1re                         | Longueur                    | 6,88 m                      |
| 1988                        | Jeux olympiques                | Séoul                       | 6e                          | Longueur                    | 6,62 m                      |
| 1990                        | Championnats d'Europe          | Split                       | 7e                          | Longueur                    | 6,77 m                      |
| 1991                        | Championnats du monde          | Tokyo                       | qual.                       | Longueur                    | 6,54 m                      |
| 1993                        | Championnats du monde          | Stuttgart                   | qual.                       | Longueur                    | 6,42 m                      |
| Représentant l' Italie      |                                |                             |                             |                             |                             |
| 1994                        | Championnats d'Europe          | Helsinki                    | 3e                          | Longueur                    | 6,90 m                      |
| 1995                        | Championnats du monde          | Göteborg                    | 1re                         | Longueur                    | 6,98 m                      |
| 1996                        | Jeux olympiques                | Atlanta                     | 2e                          | Longueur                    | 7,02 m                      |
| 1997                        | Championnats du monde en salle | Paris                       | 1re                         | Longueur                    | 6,86 m                      |
| 1997                        | Championnats du monde          | Athènes                     | 3e                          | Longueur                    | 6,91 m                      |
| 1998                        | Championnats d'Europe en salle | Valence                     | 1re                         | Longueur                    | 6,91 m                      |
| 1998                        | Championnats d'Europe          | Budapest                    | 2e                          | Longueur                    | 7,11 m                      |
| 1999                        | Championnats du monde          | Séville                     | 2e                          | Longueur                    | 6,94 m                      |
| 2000                        | Jeux olympiques                | Sydney                      | 2e                          | Longueur                    | 6,92 m                      |
| 2001                        | Championnats du monde en salle | Lisbonne                    | 4e                          | Longueur                    | 6,87 m                      |
| 2001                        | Championnats du monde          | Edmonton                    | 1re                         | Longueur                    | 7,02 m                      |
| 2003                        | Championnats du monde          | Paris                       | 9e                          | Longueur                    | 6,46 m                      |
| 2004                        | Championnats du monde en salle | Budapest                    | 6e                          | Longueur                    | 6,64 m                      |
| 2004                        | Jeux olympiques                | Athènes                     | qual.                       | Longueur                    | 6,38 m                      |
| 2005                        | Jeux méditerranéens            | Almería                     | 1re                         | Longueur                    | 6,64 m                      |
| 2005                        | Championnats du monde          | Helsinki                    | qual.                       | Longueur                    | 6,51 m                      |